# Minh Thạnh
Minh Thạnh là một xã thuộc Thành phố Hồ Chí Minh, Việt Nam.

## Địa lý
Xã Minh Thạnh có diện tích 63,62 km², dân số năm 2021 là 10.267 người, mật độ dân số đạt 161 người/km².

## Hành chính
Xã Minh Thạnh được chia thành 7 ấp: Căm Xe, Đồng Bé, Đồng Sơn, Tân Minh, Cây Liễu, Cần Đôn, Lò Gạch.

## Lịch sử
Tên gọi đã có từ thời xa xưa bằng cách lấy chữ Minh là sáng sủa — rõ ràng, làm đầu tên giống nhiều xã thuộc quận Chơn Thành, tỉnh Bình Long.
Trước năm 1977, Minh Thạnh là một xã thuộc huyện Chơn Thành, tỉnh Bình Long.
Ngày 11 tháng 3 năm 1977, Minh Thạnh là một xã thuộc huyện Bình Long, tỉnh Sông Bé mới thành lập.
Tháng 1 năm 1997, chuyển xã Minh Thạnh thuộc huyện Bình Long, tỉnh Bình Phước về huyện Bến Cát, tỉnh Bình Dương quản lý.
Ngày 23 tháng 7 năm 1999, Chính phủ ban hành Nghị định 58/1999/NĐ-CP về việc chuyển xã Minh Thạnh thuộc huyện Bến Cát về trực thuộc huyện Dầu Tiếng mới tái lập quản lý.